# いまダンスをするのは誰だ?
『いまダンスをするのは誰だ?』（いまだんすをするのはだれだ、英題：英: Who's dancing now?）は、2023年10月7日に公開された日本映画。樋口了一の初主演映画で、監督はこれが長編第3作目となる古新舜。

## 製作
2019年に古新舜監督が故松野幹孝と企画を立ち上げ、2021年1月19日にクラウドファンディングが開始されるが、松野幹孝は撮影を見ることなく、2022年3月26日に享年67歳で亡くなる。
2022年7月29日に本編部分はクランクイン。9月7日に、主題歌が配信にてリリース。9月13日に本編部分の撮影を終了し、12月24日に初号試写が行われた。
2023年7月24日に、映画のトークイベントが開催された。

## 登場人物
馬場功一
演 - 樋口了一
主人公。中堅規模の建設事務所・大塚建設事務所・設計部部長。
馬場恵
演 - 小島のぞみ
功一の妻。WEBライター。
馬場鈴涼
演 - 山本華菜乃
功一の娘。
神田悟
演 - 塩谷瞬
大塚建設の社員
葛西渉
演 - IZAM
PD SMILE
大塚純也
演 - 吉満寛人
大塚建設の社長
中山実
演 - 渋谷哲平
PD SMILE
松野正
演 - 新井康弘
理事長
大塚典子
演 - 椿鮒子
大塚社長夫人
小川雅治
演 - むかい誠一
社長
飯田隆
演 - 岡村洋一
PD SMILE
木場秀子
演 - 森恵美
PD SMILE
服部哲哉
演 - 西田聖志郎
医師
中野直人
演 - 澤田拓郎
PD SMILE
夏野美樹
演 - あべみほ
講師
橋本正男
演 - 静恵一
竹とんぼの親子の父親
落合若菜
演 - 今安琴奈
PD SMILE
目黒大地
演 - 奥村幸礼
大塚建設の社員
大久保誠司
演 - 草薙仁
大塚建設の社員
社員A
演 - 柳亭信楽
大塚建設の社員
社員B
演 - 新井花菜
大塚建設の社員
シルビア
演 - 杉本彩
PDSMILEのダンス講師。

## ロケ地
- ウチダシステムズ
- ドルトン東京学園
- くるみクリニック
- お米cafe さかもと
- 八幡大神社（寄居）
- 蚕糸の森公園
- 中野区立 紅葉山公園
- 渋谷区立 十三号通り公園
- サンエイ
- BAR人間失格
- 地酒の店 一期一会
- 文房堂神田本店
- 三芳建設
- エスプール
- STUDIO C5
- なかのZERO 小ﾎｰﾙ

## スタッフ
- 監督・脚本・原作：古新舜
- 企画・原案：松野幹孝
- 協力プロデューサー：野村展代、小川順也、師尾郁
- ラインプロデューサー：赤間俊秀
- 撮影監督：篠田力
- 音楽：樋口了一、村上ゆき
- 照明：渡辺大介
- 録音：加唐学
- 美術：本間千賀子
- スタイリスト：吉田摩奈美
- ビューティーディレクター：ビューティ★佐口
- 助監督：宮本亮
- 編集：古新舜
- カラーグレーディング：稲川実希
- VFXスーパーバイザー：渡辺輝重
- 整音:岩波昌志
- 主題歌：「いまダンスをするのは誰だ？」樋口了一（テイチクエンタテインメント）

- 制作主任：河野宗彦
- 演技事務：中村邦子
- ダンス監修：相沢香
- パーキンソン病ダンス監修：マニシア

- 製作：いまダンフィルムパートナーズ
- 制作：コスモボックス
- 配給：アークエンタテインメント
- 協賛：株式会社ウチダシステムズ 市進 新しい贈与論 美浜神経内科 大日本住友製薬 エフピー ボストン・サイエンティフィック メドトロニック PARKINSON Laboratories 日本みらいキャピタル 森下仁丹 サンウェルズ 夢ふぉと アートオフィスクリエイト キヤノンマーケティングジャパン
- 後援：日本神経学会 日本神経治療学会 日本パーキンソン病・運動障害疾患学会（MDSJ）
- 協力：PD促進プロジェクト実行委員会 鹿児島県PR観光課